# Ounianga-Kebir
Ounianga Kébir (àrab: أونيانغا كبير, Ūniyānḡā Kabīr) és una ciutat en el desert del Sàhara, a la Regió d'Ennedi, al Txad, situada al nord del país. Situada dins del Departament d'Ennedi, Ounianga és capital d'una sotsprefectura. La ciutat està comunicada amb l'aeroport de Kebir.

## Història
A finals de 1902, els Sanusiyya hi van establir un zàuiya. L'any 1914, el zàuiya d'Ouninanga caigué en mans franceses, sent aquest l'últim focus de resistència que quedava a la regió.
Durant la pacificació italiana de Líbia, quan els italians van conquerir Al-Taj, a Kufra, a principis de gener de 1931, va provocar l'arribada de 400 refugiats a la població.
| «                                                             | Aquests refugiats... es trobaven en un estat d'indigència total. Metrallats per avions italians des que havien sortit de Kufra, robats per la banda de Gongoi, també havien perdut una quarta part del seu grup en l'Erdi, i l'itinerari que havien seguit estava marcat pels cadàvers dels que havien mort de set. | » |
| — ANT W18, ‘Rapport trimestriel', B. E. T., 1r trimestre 1931 | |   |

En el marc de la guerra civil txadiana (1979-86), a principis de l'any 1983 les forces del nord del Txad de Goukouni Oueddei van prendre el control d'aquesta ciutat amb el suport de la Líbia de Gaddafi, després que l'any anterior es retiressin a la franja d'Aozou.